# 全国过渡委员会
- 關於叙利亚成立的类似组织，請見「叙利亚全国委员会」。
- 關於刚果在1998年–2002年的临时议会，請見「刚果全国过渡委员会」。

全国过渡委员会（阿拉伯語：المجلس الوطني الانتقالي，al-majlis al-waṭanī al-intiqālī，簡稱NTC），是第一次利比亚内战中，反對派於2月27日在利比亞第二大城市班加西（後迁往的黎波里）所成立的臨時政權，由前司法部長穆斯塔法·阿卜杜勒·贾利勒擔任主席，委员会由33名来自利比亚主要城市和乡镇的代表组成。
2012年8月8日，全国过渡委员会正式将权力移交给大国民议会，大国民议会成为利比亚的最高权力机构。全国过渡委员会当天也正式解散。

## 背景
第一次利比亚内战是从2011年2月15日开始持续至今的发生在利比亚的反政府活动，为2010至2012年阿拉伯之春中的反政府活动的一部分。示威抗议从利比亚第二大城市班加西开始，并逐渐向全国蔓延，民众要求从1969年就已经上臺统治至今长达42年的利比亞革命领导人上校卡扎菲下台和进行民主变革。

## 目标
创建该委员会的宣言中的主要目标如下：
- 确保利比亚领土完整与国民的安全
- 协调全国各方力量以致力于解放利比亚全境
- 支持地方委员会为恢复当地民众正常生活所做的工作
- 监管军事委员会以确保利比亚人民军在保护国民和边境方面的成效
- 为利比亚议会选举、制定新宪法和全民公投提供便利
- 组建过渡政府以为自由选举铺路
- 代表利比亚人民指导对外关系的建构，规划与外国、国际组织、宗教组织的关系

在另一个声明中，为了表示允许卡扎菲在不下台的情况下进行变革，该委员会做出以下八点计划和要求： 
- 举行公正与自由的选举
- 制订新宪法
- 建立政治性和公民性的政府机构
- 支持知识分子
- 维护政治的多元性
- 保证公民不可分割的人权
- 保证公民享有充分表达个人意愿的自由表达权
- 拒绝种族主义、狭隘主义、歧视行为和恐怖主义[2][3]。

## 组织机构与成员
它正式组建于2011年3月5日，并宣布有33名成员，委员会宣称自身“仅仅是个代表利比亚人民和国家的立法机构”。

### 成员
一些成员的名字被保密以防他们还处于卡扎菲当局控制地区的家庭成员受到卡扎菲政权的威胁与伤害。以下是公开的部分成员:
- 穆斯塔法·阿卜杜勒·贾利勒 - 主席
- 哈菲兹·胡加 - 班加西代表，副主席兼发言人
- Fatih Turbel - 青年代表
- 欧玛尔·哈利利 - 军事事务
- 阿买得·撒努西 - 政治犯事务
- Fatih Mohammed Baja - 班加西代表，政治事务
- Salwa Fawzi El-Deghali - 妇女，法律事务
- Abdullah Moussa Al-Mayhoub - Quba代表
- Ahmed Al-Abbar - 经济事务
- Ashour Bourashed - 德尔纳代表
- Uthman Megrahi - Batnan城代表
- Suleiman Al-Fortia - 米苏拉塔代表
- Mohamed Al-Muntasir - 米苏拉塔代表

### 行政部门
3月23日成立了行政部门，以解决当前面临的各种问题，组成如下：
- 马哈茂德·吉卜里勒 – 执行委员会主席（相当于总理）、国际事务主席（阿卜杜勒·凯卜自2011年10月31日当选新的执委主席）
- Ali Al-Issawi - 国际事务副主席
- Ahmed Hussein Al-Darrat - 内政部和地方政府
- Mahmoud Shammam - 媒体
- Naji Barakat - 健康与卫生
- Mohammed Al-Allagi - 公正与人权
- Hania Al-Gumati - 社會及民生福利
- Abdullah Shamia - 经济
- Ali Al-Tarhuni - 财政与石油
- Anwar Al-Faytouri - 交通与通讯
- Abulgassim Nimr - 环境
- Atia Lawgali - 文化与团体
- Abdulsalam Al-Shikhy - 宗教事务与捐助
- Ahmed Al-Jehani - 重建与基础设施
- Suliman El-Sahli - 教育

### 地方政府
在班加西，由律师、法官和当地受尊敬的一些人组成的15名地方委员会成员，在为该市提供公共服务。居民组织起来指导交通和收集废物，许多船只和商业活动也已重新运行。 一家报社和两家地方电台也已设立和运作。
在反对派控制其他的城市和乡镇，类似的地方委员会也在运行中。

### 商业组织
委员会设立以下商业团体以管理经济财政事务:
- 班加西中央银行（英语：The Central Bank of Benghazi）：实行货币金融政策的监管职能[18]
- 利比亚石油公司（英语：Libyan Oil Company）：实行石油生产和出口的监管职能[19]

### 军事组织
利比亞國民解放軍，前身為利比亞人民軍，為委員會所屬的武裝力量。它以推翻卡扎菲為目標而組成，於2011年5月改名為國民解放軍。成員多為缺乏作戰經驗的平民志願者，以及部分由利政府軍投誠而來的官兵。志願者在開赴戰場前曾受過短期軍事訓練。
4月1日，阿卜杜·法塔赫·尤尼斯被任命为该军的总司令。7月28日，他被无名枪手杀害。

## 取得政權後的政策
全國過渡委員會領導人賈利勒宣稱新政府將會以伊斯蘭教法作為立法基礎。他表示會廢除任何與伊斯蘭教法有衝突的原有法律，容許一夫多妻，禁止從放貸收取利息。許多利比亞婦女認為新政權將會歧視和壓迫女性。
2011年11月1日，有報道指班加西的一幢法院大樓掛起蓋達組織的黑色旗幟。

## 外交關係

利比亞
承認利比亞全國過渡委員會為利比亞唯一合法政府
與利比亞全國過渡委員會建立非正式關係
不承認利比亞全國過渡委員會的國家

### 大事记
2011年3月10日，法國總統薩科齊成為首個承認利比亞全國過渡委員會為利比亞政府的西方領袖，並且互派大使。
3月17日，联合国安理会通过联合国安理会1973号决议，决定在利比亚设立“禁飞区”，并要求有关国家采取一切必要措施保护利比亚平民和平民居住区免受武装袭击的威胁。该决议案由法国、黎巴嫩、英国和美国共同提交，安理会15个理事国中有10个国家投赞成票，中国、俄罗斯、印度、德国和巴西五个理事国投了弃权票，获得通过。
3月28日，卡塔爾政府宣布承认“过渡委员会”，成为继法国之后第二个承认该委员会合法性的国家。之後又陸陸續續獲得了共105個聯合國會員国的承認。另外也獲得非聯合國會員國的科索沃、巴勒斯坦、中華民國和教廷的正式承認。
5月，俄罗斯外交部长谢尔盖·拉夫罗夫表示承认利比亚全国过渡委员会为合法对话伙伴。
6月9日，中華人民共和國外交部发言人承认利比亚反对派代表已到达北京与中華人民共和國政府会谈。
7月15日，美国政府宣布认可反对派为利比亚的合法政府。
8月11日，美国国务院官员和利比亚反对派大使奥贾利宣布，反对派当天以“全国过渡委员会”的名义，在华盛顿设立大使馆。担任反对派大使的，就是前卡扎菲政府驻美大使奥贾利。
9月1日，俄罗斯正式承认过渡委成为利比亚唯一的合法政权。
9月12日，中华人民共和国外交部向利比亚全国过渡委员会通报了对其承认的决定。
9月15日，欧洲理事会常任主席范龙佩表示，欧盟承认过渡委为利比亚合法政府。
9月16日，中華民國外交部尊重利比亞人民對民主的追求，即日起正式承認利比亞「全國過渡委員會」為利比亞唯一合法政府。
9月16日，第66届联合国大会以114票赞成、17票反对、15票弃权的结果，同意利比亚过渡委为利比亚在联合国的合法代表。

### 对过渡委的承认
| 日期          | 国家/地区/组织机构 | 简述 | 备注                                                                                            |
| ------------- | ------------------ | --- | ----------------------------------------------------------------------------------------------- |
| 2011年3月10日 | 法國               | | 第一个承认过渡委是代表利比亚人民为唯一合法政府的国家                                            |
| 2011年3月28日 |                    | | 第二个承认过渡委是代表利比亚人民为唯一合法政府的国家                                            |
| 2011年4月4日  | 義大利             | 4月4日，意大利承认过渡委为两国双边关系唯一合法的对话者；5月31日，意大利驻班加西领事馆开馆                   |                                                                                                 |
| 2011年6月13日 | 德国               | 6月13日，德国外交部长访问班加西，宣布承认过渡委为利比亚惟一合法代表                                         |                                                                                                 |
| 2011年6月14日 | 加拿大             | 6月14日，加拿大政府正式承认过渡委为该国合法代表                                                             |                                                                                                 |
| 2011年6月22日 | 丹麦               | 5月5日，过渡委称丹麦已承认，丹麦随即否认；6月22日，丹麦承认过渡委为利比亚的唯一合法代表                     |                                                                                                 |
| 2011年7月15日 | 美国               | 5月13日，代表团访美，美拒绝予以外交承认；7月15日，美承认过渡委为合法政府；8月11日，过渡委在华盛顿设立大使馆 |                                                                                                 |
| 2011年7月27日 | 英国               | 7月27日，承认过渡委为利比亚“唯一政府机构”                                                                   |                                                                                                 |
| 2011年9月1日  | 俄羅斯             | 5月，承认为合法对话伙伴；9月1日，承认为合法政权                                                             |                                                                                                 |
| 2011年9月12日 | 中华人民共和国     | 6月9日，受邀访华，与中华人民共和国政府对话；9月12日，承认为合法政权                                         |                                                                                                 |
| 2011年9月13日 | 世界银行           | 9月13日宣布将过渡委视作该国政府                                                                             |                                                                                                 |
| 2011年9月15日 | 欧盟               | |                                                                                                 |
| 2011年9月16日 | 中華民國           | 宣布承认过渡委为利比亚人民合法代表                                                                          | 2011年9月16日，中华民国政府、中华民国外交部宣布承认全国过渡委员会为代表利比亚人民的唯一合法政府 |
| 2011年9月16日 | 联合国             | 第66届联合国大会以114票赞成、17票反对、15票弃权的结果，同意利比亚过渡委为利比亚在联合国的合法代表           |                                                                                                 |
| 2011年9月20日 | 非洲联盟           | 9月20日，非洲联盟办公室发表声明承认利比亚“全国过渡委员会”为利比亚人民的合法代表                             |                                                                                                 |

## 权力的移交与解散
2012年8月8日，全国过渡委员会正式将权力移交给利比亚国民议会，国民议会成为利比亚的最高权力机构。全国过渡委员会当天也正式解散。

### 媒体报道
- 利比亚未来（页面存档备份，存于）
- 利比亚战争 - 法国国际广播电台档案（页面存档备份，存于）
- 政治与国际事务委员会PDF2011年3月29日

### 利比亚政治组织
- 利比亚反对派国家会议（页面存档备份，存于）
- 利比亚国家拯救阵线（页面存档备份，存于）
- Libya Watanona（页面存档备份，存于）
- 利比亚青年运动

## 关联条目
- 阿拉伯之春
- 总统委员会 (利比亚)
- 大国民议会 (利比亚)
- 国民代表大会 (利比亚)
- 民族团结政府 (利比亚)